# Braunrandiger Zwergspanner
Der Braunrandige Zwergspanner (Idaea humiliata), auch Rotrandiger Steppentriftspanner oder Hauhechel-Kleinspanner genannt, ist ein Schmetterling (Nachtfalter) aus der Familie der Spanner (Geometridae).

## Merkmale
Die Falter haben eine Flügelspannweite von 14 bis 19 mm, wobei die Weibchen im Durchschnitt geringfügig kleiner sind. Der Vorderrand ist durchgehend bis zum Apex rot oder rotbraun gefärbt. Die Farbe wird intensiver, wenn die Entwicklung bei höherer Feuchtigkeit und niedrigen Temperaturen verläuft. Die welligen Querlinien sind grau, bei vielen Exemplaren ist die äußere Querlinie am deutlichsten ausgeprägt. Die Diskalflecken sind fast immer vorhanden, deutlich begrenzt und schwarz. Die mittlere Querlinie verläuft sehr dicht am Diskalfleck.
Das rötliche Ei ist oval und fein gegliedert. Die Raupe ist relativ kurz und gedrungen. Sie ist bräunlich, die Oberfläche ist mit länglichen feinen Warzen besetzt. Die Puppe ist rötlichbraun gefärbt und weist eine dunkle Rückenlinie auf.

## Geographische Verbreitung und Habitat
Die Art ist in Süd- und Mitteleuropa weit verbreitet. Im Norden reicht sie bis nach Südskandinavien, im Osten bis an den Ural. Das einzige Vorkommen in England auf der Insel Wight ist seit 1931 erloschen. Die früheren Nachweise in Nordafrika gehören zur nahe verwandten Art Idaea bigladiata. Die vertikale Verbreitung reicht im Norden von der Ebene bis in etwa 700 m über NN, in den Südalpen bis etwa 1500 m. In Südeuropa und in Kleinasien steigt die Art bis auf 2000 m Höhe. Die Art kommt in Gärten, Wiesen und Gebüschen sowie in Felsfluren, Halbtrockenrasen und Geröllhalden vor.

## Phänologie und Lebensweise
Die Falter fliegen in einer einzigen, langen Generation von Ende Mai bis Ende August. Nur selten wird eine partielle zweite Generation gebildet, deren Falter von Mitte September bis Anfang Oktober fliegen. Sie sind nachtaktiv und werden von künstlichen Lichtquellen angelockt. Die Weibchen lassen die Eier einfach ins Gras fallen. Die Raupen wurden unter Gewöhnlichem Hufeisenklee (Hippocrepis comosa) und Breitblättrigem Thymian (Thymus pulegioides) gefunden, allerdings ohne Nachweis, dass die Raupen auch daran gefressen haben. Als weitere Nahrungspflanzen werden genannt: die Dornige Hauhechel (Ononis spinosa) und Fingerkräuter (Potentilla).

## Systematik
Die Art wurde 1767 von Johann Siegfried Hufnagel als Phalaena humiliata erstmals beschrieben. Michael Denis und Johann Ignaz Schiffermüller beschrieben die Art 1775 als Geometra ossearia; dieser Name ist daher ein jüngeres Synonym von Idaea humiliata.

## Gefährdung
Die Art ist in Deutschland insgesamt nicht gefährdet. Allerdings stellt sich die Situation in einigen Bundesländern etwas anders dar. In Mecklenburg-Vorpommern, Niedersachsen und Nordrhein-Westfalen gilt die Art als stark gefährdet (Kategorie 2), in Sachsen als gefährdet (Kategorie 3).